# Teogonia (Esiodo)
(Esiodo, Teogonia, vv. 116-118. Traduzione di Graziano Arrighetti)
La Teogonia (in greco antico: Θεογονία?, Theogonía) è un poema mitologico scritto da Esiodo, in cui viene narrata la storia e la genealogia degli dèi greci. Si ritiene che sia stato composto intorno al 700 a.C. e rappresenta una fonte fondamentale per la mitografia.
L'opera è composta da 1022 esametri. Ripercorre le origini e gli avvenimenti mitologici greci dal Chaos primordiale, fino al momento in cui Zeus divenne il re degli dèi.

## LaTeogoniaesiodea
L'opera è stata trasmessa dalla tradizione medievale bizantina unitamente ad altre due opere esiodee, Le opere e i giorni e Lo scudo di Eracle.
La lingua utilizzata nella Teogonia è convenzionale almeno quanto quella omerica, ripetendone alcune caratteristiche con qualche innovazione; è quindi un dialetto ionico "composito", seppur Esiodo fosse nativo della Beozia. 
(Ilaria Ramelli e Carlo del Grande, Teogonia, in Enciclopedia filosofica, vol. 11, Milano, Bompiani, 2006, pag. 11416)
Il contenuto della Teogonia esiodea propone quella che sembra essere la visione dei sacerdoti del culto di Apollo delfico, dove l'attrazione fra Chaos e Gaia sostenuta da Amore è il fondamento dell'universo e della sua armonia. Tale modello mitologico riceve influenze dalle culture religiose e dai miti propri del Vicino Oriente antico e dell'Antico Egitto: la Teogonia si basa su testi precedenti, il più antico dei quali è un testo ittita del XIII-XIV secolo a.C. che propone una genealogia divina simile a quella proposta da Esiodo. Analogie sono riscontrabili anche con l'Enūma eliš, il poema babilonese della creazione, ove si narra della coppia generatrice Apsû e Tiāmat: Apsû viene poi ucciso da Ea e, successivamente, si afferma in qualità del re degli dèi Marduk.

### L'inno alle dee Muse
La Teogonia di Esiodo, così come ambedue i poemi "omerici", si contraddistingue per un preciso incipit che richiama l'intervento di alcune dee indicate con il nome di "Muse" (Μοῦσαι, -ῶν).
(Esiodo, Teogonia, 1-2. Traduzione di Graziano Arrighetti, in Opere. Milano, Mondadori, 2007, p. 3)
Come nota Walter Friedrich Otto, le Muse sono divinità con delle caratteristiche uniche: mentre alle altre divinità greche l'appellativo di "olimpiche" era applicato collettivamente, le Muse erano le uniche, insieme al padre Zeus, per le quali questo appellativo fosse usato anche singolarmente.
Esiodo racconta una vera e propria epifania: le dee incontrano il pastore Esiodo «mentre pascolava agnelli sotto il divino Elicone» apostrofandolo tra i «pastori campestri, vili creature obbrobriose, niente altro che ventri», ma le dee consegnano al pastore Esiodo il bastone (o lo scettro) decorato di alloro trasformandolo da «'ventre', ovvero rozzo contadino e pastore in poeta: una divina grazia tanto eccezionale quanto misteriosa».
Le Muse, dunque, sono le dee che donano agli uomini la possibilità di parlare secondo il "vero", e, figlie di Mnemosine (la Memoria), consentono ai cantori di "ricordare" avendo questa stessa funzione uno statuto religioso e un proprio culto. La potenza del canto propria dei cantori ispirati dalle Muse arriva a dare l'"oblio dei mali e tregua alle cure"; un potere religioso che arriva loro dalla chiaroveggenza dovuta alla memoria.

### La genesi degli dèi

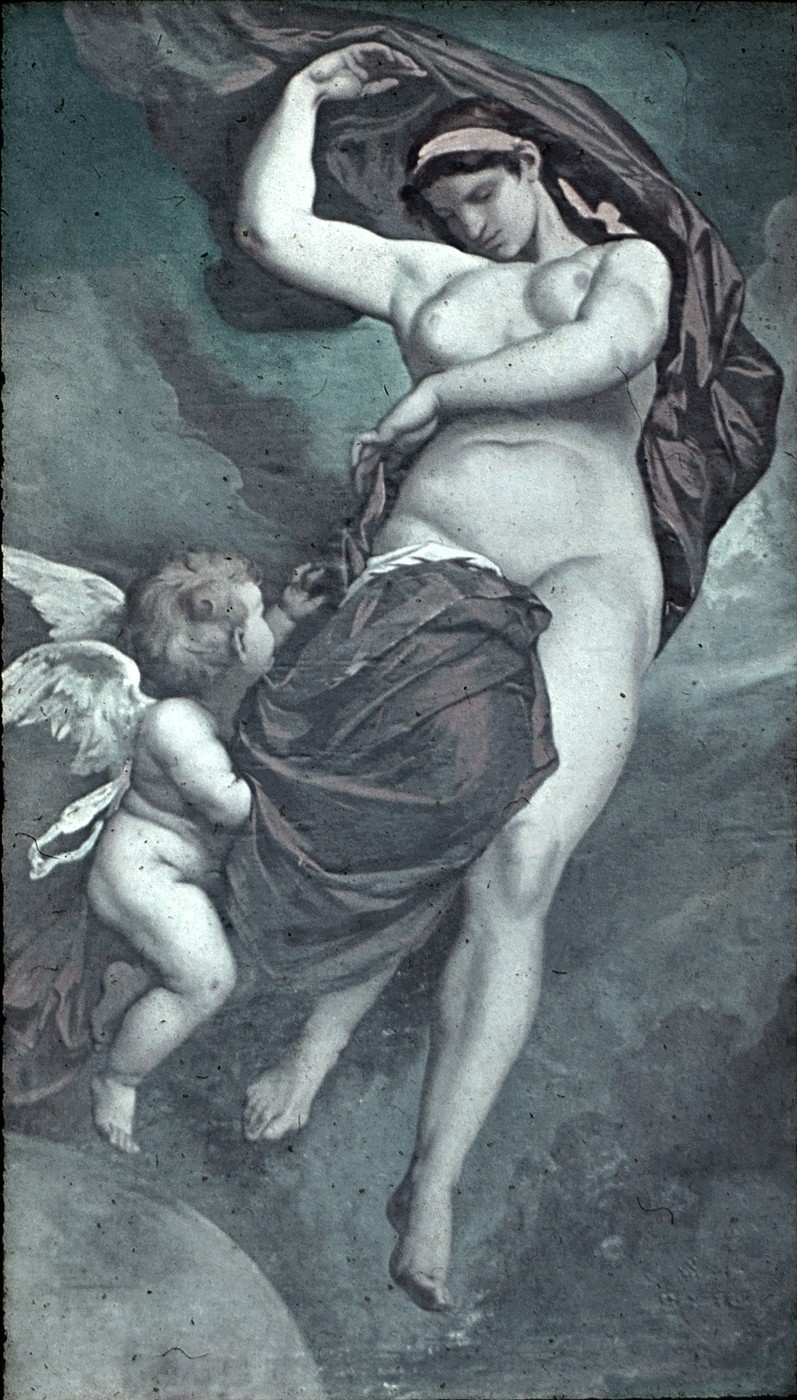
Gaea, dipinto di Anselm Feuerbach (1875)

La Teogonia di Esiodo racconta come, dopo Chaos (Χάος), sorse l'immortale Gaia (Γαῖα), progenitrice dei Titani e degli dèi dell’Olimpo.
Da sola e senza congiungersi con nessuno, per partenogenesi, Gaia genera Urano (Οὐρανός), ovvero il Cielo stellante; quindi i monti, dimore delle dee ninfe (Νύμφη nýmphē), e Ponto (Πόντος), ovvero il Mare.
Unendosi a Urano, Gaia genera i Titani (Τιτῆνες): Oceano (Ὠκεανός), Ceo (Κοῖος), Crio (Κριός), Iperione (Ύπέριον), Giapeto (Ἰαπετός), Teia (Θεία), Rea (Ῥέᾱ oppure Ῥεία), Temi (Θέμις), Mnemosine (Μνημοσύνη), Febe (Φοίβη), Teti (Τηθύς) e Crono (Κρόνος).
Dopo i Titani, l'unione tra Gaia e Urano genera i tre Ciclopi (Κύκλωπες) Bronte, Sterope e Arge, e gli Ecatonchiri (Ἑκατόγχειρες) Cotto, Briareo e Gige (dalle cento mani e dalla forza terribile).
Urano, tuttavia, impedisce che i figli da lui generati con Gaia, i dodici Titani, i tre Ciclopi e i tre Centimani, vengano alla luce. La ragione di questo rifiuto risiederebbe, per Cassanmagnago, nella loro "mostruosità". Ecco che la madre di costoro, Gaia, costruisce dapprima una falce e poi invita i figli a disfarsi del padre che li costringe nel suo ventre. Solo l'ultimo dei Titani, Crono, risponde all'appello della madre e appena Urano si stende nuovamente su Gaia, Kronos, nascosto lo evira. Il sangue versato dal membro evirato di Urano gocciola su Gaia producendo altre divinità: le Erinni (Ἐρινύες: Aletto, Tesifone e Megera), le dee della vendetta, i terribili Giganti (Γίγαντες) e le Ninfe Melie (Μελίαι).
Ponto (Πόντος, il Mare) genera Nereo (Νηρεύς) detto il "vecchio", divinità marina sincera ed equilibrata; poi, sempre Ponto ma unitosi a Gaia, genera Taumante (Θαῦμᾱς), quindi Forco (Φόρκυς), Ceto (Κητώ) dalle belle guance, ed Euribia (Εὐρύβια).
Gaia e Tartaro generano Tifone (Τυφῶν) "a causa dell'aurea" di Afrodite. Questo essere gigantesco, mostruoso, terribile e potente viene sconfitto dal re degli dèi (Zeus) e relegato nel Tartaro insieme ai Titani e da dove spira i venti dannosi per gli uomini. Infine Gaia unendosi a Tartaro generò Pallante (Παλλάς) un gigante che tentò di violentare Atena durante la Gigantomachia nella quale perse la vita.